# Иоланда Луиза Савойская
Иоланда Луиза Савойская (фр. Yolande Louise de Savoie; 11 июля 1487, Турин — 12 сентября 1499, Женева) — герцогиня Савойская, дочь Карла I Савойского и Бьянки Монферратской, супруга герцога Филиберта II.

## Биография
Иоланда была дочерью герцога Карла I Савойского по прозванию Воинственный и Бьянки Монферратской, внучки покойного дяди Филиберта, герцога Амедея IX Савойского. Она была наследницей своего брата, отца, дедушки, а также бабушки Иоланды Французской, старшей выжившей дочери короля Франции Карла VII. По праву рождения после смерти брата она должна была унаследовать королевства Кипр и Иерусалим, однако отец Филиберта присвоил себе эти титулы.
В 1496 году умер её брат, герцог Карл II Савойский, не оставив потомства, и её дядя стал сувереном. В том же году она была выдана замуж за Филиберта, её двоюродного брата и нового наследника престола. Детей в браке не было из-за юного возраста невесты.
В следующем году отец Филиберта умер, и он стал герцогом Савойи. После этого супружеская пара взяла титулы короля и королевы Кипра, Иерусалима и Багратидской Армении.
В 1499 году 12-летняя Иоланда умерла не оставив наследников. Ей наследовала двоюродная сестра, принцесса Шарлотта Неаполитанская, позже графиня Лаваль. Филиберт продолжал именоваться королём Кипра, Иерусалима и Багратидской Армении несмотря на смерть своей первой жены.